# منصفه (روستا)
 منصفه  به عربی ( الَمُنصفة  )، روستایی است در در عزلهٔ (خولان الطیال)، در ناحیهٔ (السُهمان)، از توابع استان ذَمار در کشور یمن در شبه جزیره عربستان.

## جمعیت
جمعیت آن (۳۵۲) نفر (۱۳ خانوار) می‌باشد.